# Видович, Мартин
Мартин Видович (хорв. Martin Vidović, 15 июля 1953, Видонье, Социалистическая Республика Хорватия, Федеративная Народная Республика Югославия) — хорватский прелат и ватиканский дипломат. Титулярный архиепископ Нины с 15 сентября 2004. Апостольский нунций в Белоруссии с 15 сентября 2004 по 15 июля 2011.

## Биография
Родился 15 июля 1953 года в деревне Видонье неподалёку от города Меткович.
Рукоположен во священники 28 мая 1989 года. Защитил лиценциат по каноническому праву и теологии. С 1 января 1983 года по 30 ноября 1995 года был редактором хорватского вещания Радио Ватикана. С 5 декабря 1993 года по 30 июня 1999 года служил секретарём Апостольского нунция в Боснии и Герцеговине.
15 сентября 2004 года назначен Апостольским нунцием в Белоруссии и возведён в звание титулярного епископа Нина. Епископская хиротония состоялась 21 ноября 2004 года, главным консекратором был кардинал Анджело Содано.
15 июля 2011 года на посту нунция в Белоруссии Мартина Видовича сменил архиепископ Клаудио Гуджеротти. Числится в списке архиепископов без епархии

## Языки
Архиепископ Видович кроме родного хорватского владеет итальянским, русским, польским, испанским и немецким языками